# Rodrigo Corrales
Rodrigo Corrales, né le 24 janvier 1991 à Cangas, est un handballeur espagnol évoluant au poste de gardien de but. Il évolue depuis 2020 pour le club hongrois du Veszprém KSE. Avec l'Espagne, il est notamment double champion d'Europe en 2018 et 2020.

## Biographie
Formé au FC Barcelone, il joue ses premiers matchs avec l'équipe 1 en Championnat et en Ligue des champions lors de la saison 2011-2012. En 2012, il est prêté pour deux saisons au BM Huesca, puis à nouveau pour deux saisons pour le club polonais du Wisła Płock. En janvier 2016, sa signature au Paris Saint-Germain à compter de la saison 2017 est annoncée. Rodrigo Corrales s'est alors retrouvé dans une impasse pour la saison 2016-2017 : son prêt à Płock terminé et Barcelone comptant sur Gonzalo Pérez de Vargas et Borko Ristovski, il n'était alors que le 3e gardien dans la hiérarchie. Le Wisla Płock a fait le forcing, obtenu une réduction de moitié de la clause de transfert et le PSG a même mis la main à la poche pour conclure sur un contrat d'un an à Płock.
Sélectionné pour la première en équipe d'Espagne le 5 avril 2014, il participe à sa première compétition internationale à l'occasion du Championnat du monde 2017 disputé en France et terminé à la 5e place. Il devient ensuite Champion d'Europe en 2018 puis réalise le doublé deux ans plus tard.

## Palmarès

### En clubs
Compétitions internationales
- Vainqueur de la Coupe du monde des clubs (1) : 2024 (en)
- Vainqueur de la Ligue SEHA (3) : 2020 (en)[4], 2021 (en), 2022 (en)

Compétitions nationales
- Vainqueur du Championnat d'Espagne (1) : 2012
- Vainqueur de la Coupe ASOBAL (1) : 2012
- Deuxième du Championnat de Pologne (3) : 2015, 2016, 2017
- Finaliste de la Coupe de Pologne (3) : 2015, 2016, 2017
- Vainqueur du Championnat de France (3) : 2018, 2019, 2020
- Vainqueur de la Coupe de France (1) : 2018
- Vainqueur de la Coupe de la Ligue française (2) : 2018, 2019
- Vainqueur du Championnat de Hongrie (3) : 2023, 2024, 2025
- Vainqueur de la Coupe de Hongrie (4) : 2021, 2022, 2023, 2024

### En équipe nationale
Jeux olympiques
- Médaille de bronze aux Jeux olympiques en 2021 à Tokyo
- Médaille de bronze aux Jeux olympiques de 2024 à Paris

Championnats du monde
- 5e place au Championnat du monde 2017
- 7e place au Championnat du monde 2019
- Médaille de bronze au Championnat du monde 2021
- Médaille de bronze au Championnat du monde 2023

Championnats d'Europe
- Médaille d'or au Championnat d'Europe 2018
- Médaille d'or au Championnat d'Europe 2020
- Médaille d'argent au Championnat d'Europe 2022

### Distinctions individuelles
- élu meilleur gardien de but de la saison et meilleur joueur du Final 4 de la Ligue SEHA 2019-2020 (en)[5],[4]

## Galerie

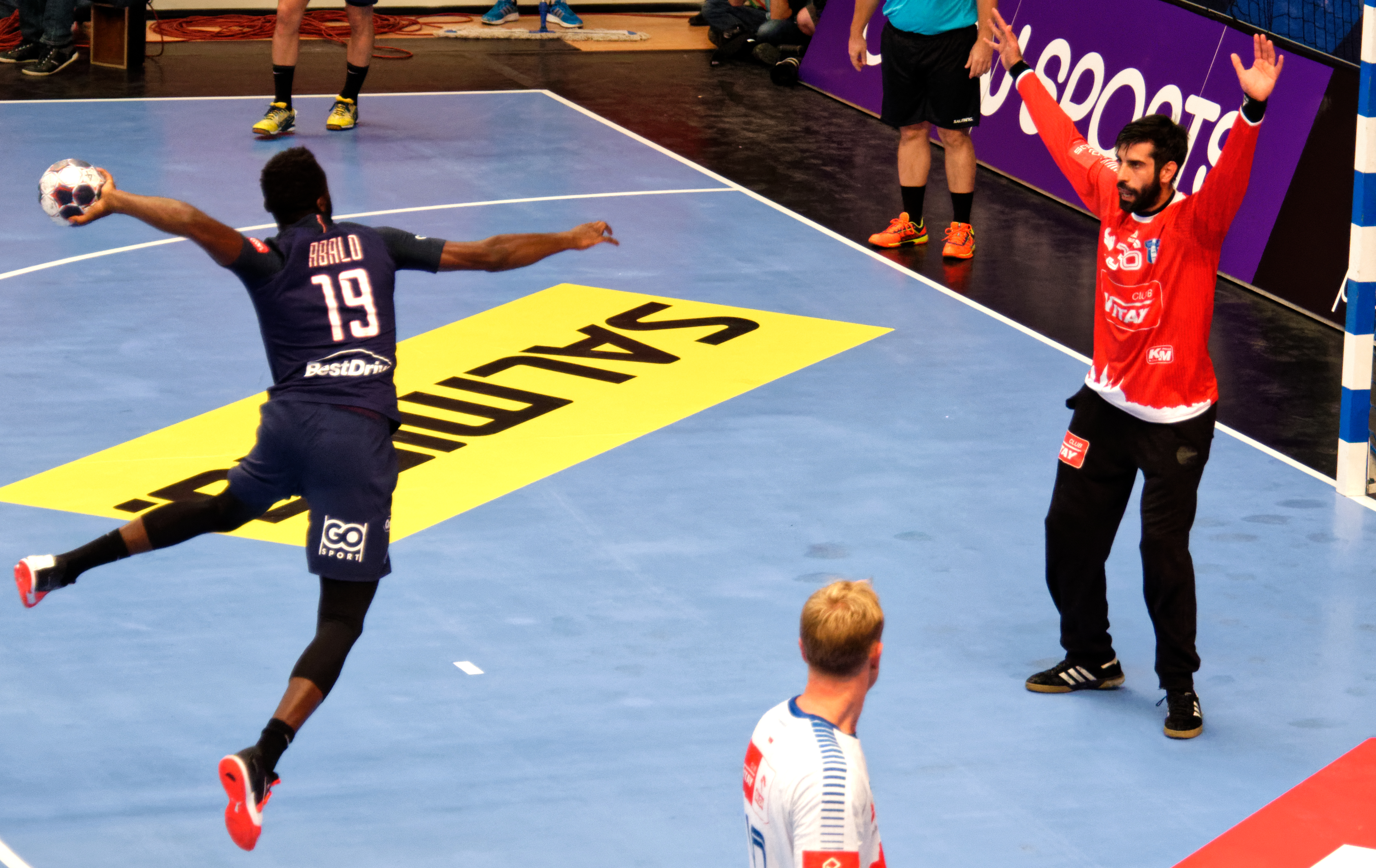
Avec Wisła Płock en 2015
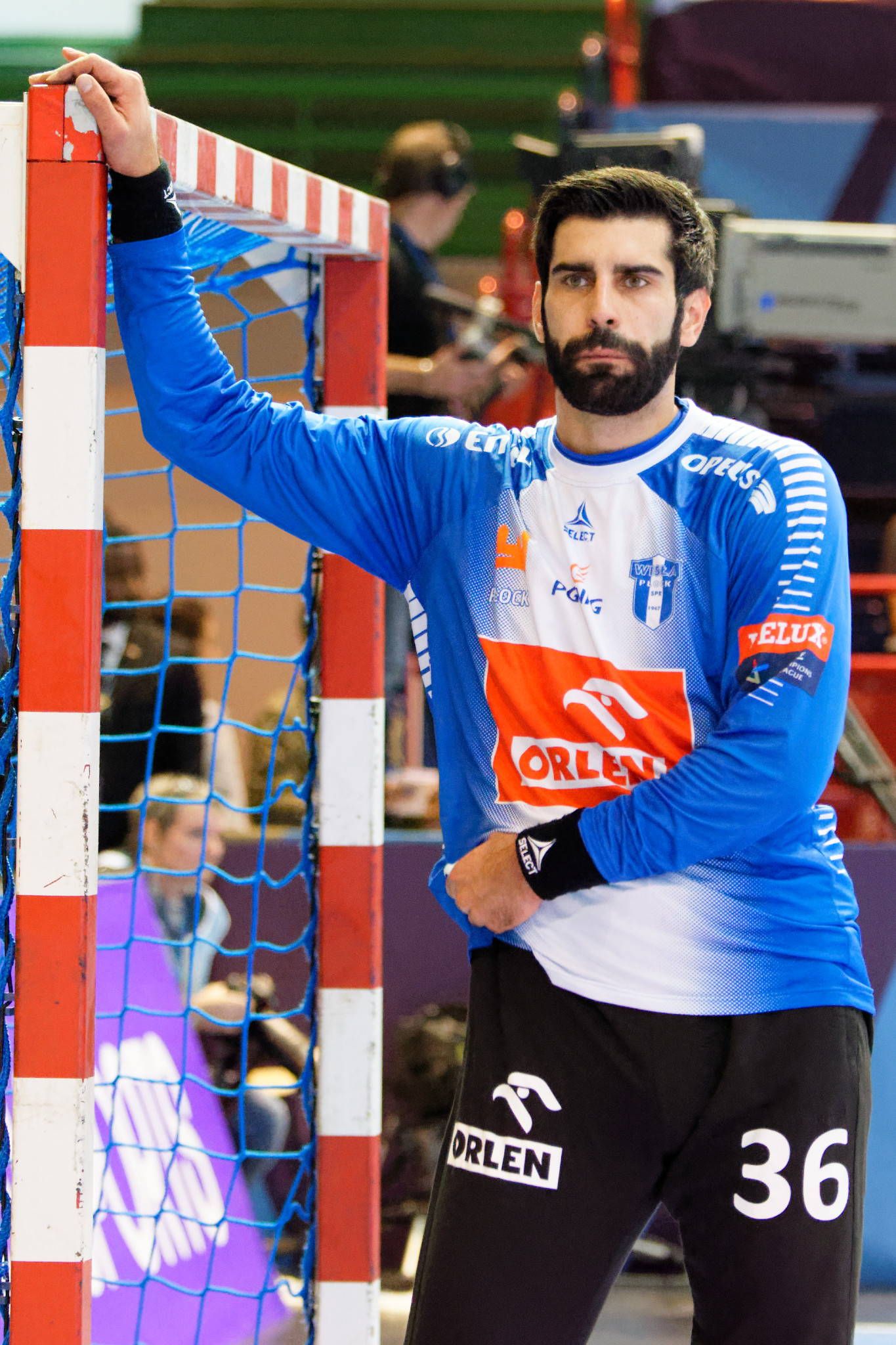
...
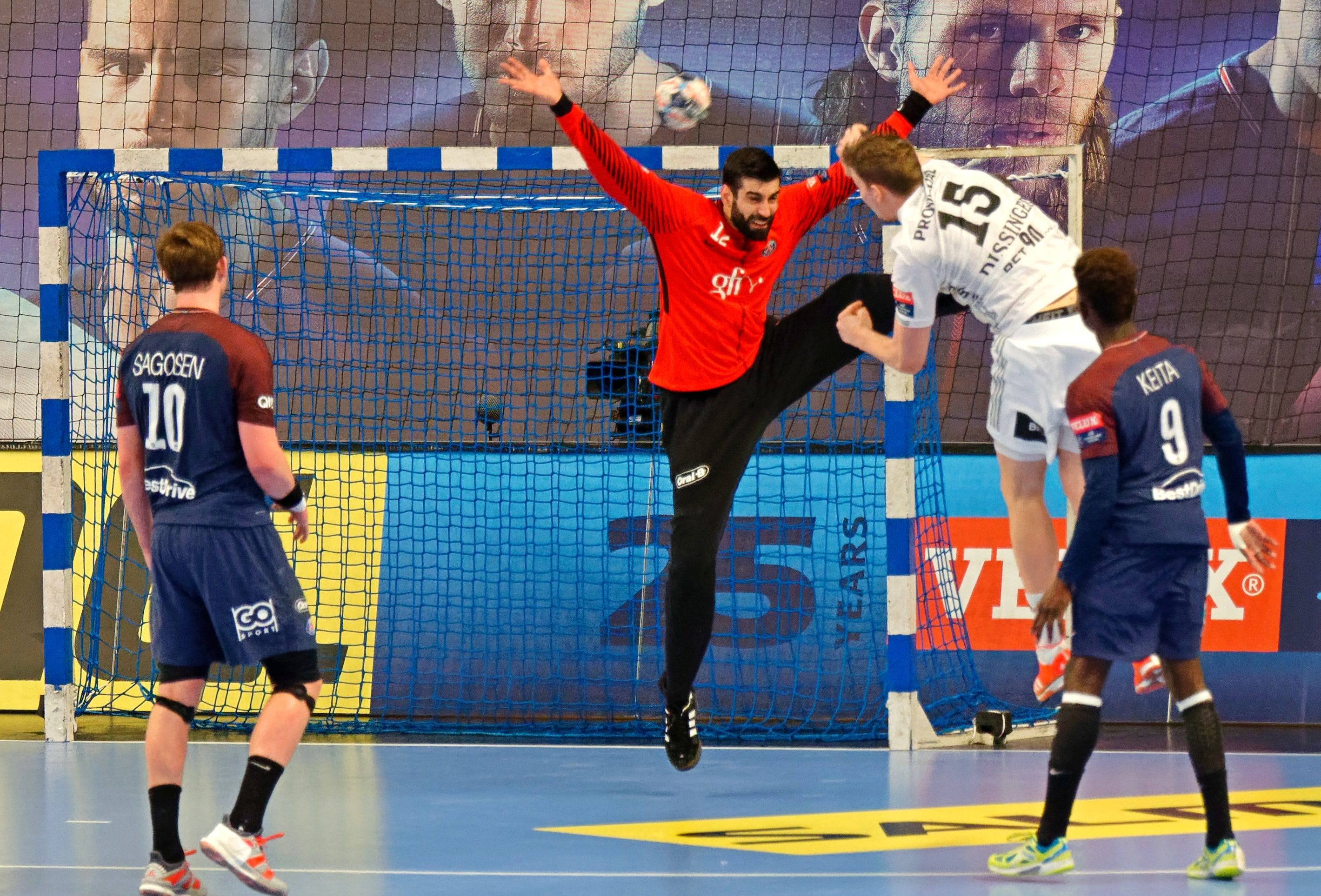
Avec le PSG en 2018